# Manifestaciones de rechazo y apoyo al golpe de Estado en Mauritania en 2008
Tras el golpe de Estado en Mauritania en 2008 que tuvo lugar el 6 de agosto, y en el que fue depuesto y detenido el presidente, Sidi Ould Cheikh Abdallahi, por las fuerzas militares que crearon un Alto Consejo de Estado presidido por el general Mohamed Uld Abdelaziz, asumiendo todos los poderes ejecutivos, las manifestaciones de rechazo y apoyo al golpe se sucedieron, en especial en la capital del país, Nuakchot.
La Junta militar permitió la convocatoria y celebración de manifestaciones públicas, aunque algunas de la oposición fueron prohibidas o reprimidas. No obstante, el 1 de octubre, el primer ministro nombrado por la Junta, Mulay Uld Mohamed Laghdaf, que había sustituido al detenido, Yahya Ould Ahmed Waghf, ante una gran manifestación convocada en la capital para el 5 de octubre por los opositores al golpe, declaró prohibidas todas las que se produjeran en el futuro, fuera en contra o a favor del golpe:

Creo que desde mayo el país no hace más que manifestarse y vamos a disminuir eso. Es más, vamos a prohibir todas las manifestaciones, sean de un bando o del otro.

## Manifestaciones de rechazo
Según informó la Agencia Canaria de Noticias, en las calles de la capital, Nuakchot, hubo manifestaciones pocas horas después del golpe, la mayoría mostrando su apoyo al depuesto Abdallahi, pero fueron disueltos por la policía con gases lacrimógenos. Unas fuentes refirieron medio centenar de manifestantes y otras unos cien. Al día siguiente unos cientos de personas se manifestaron de nuevo, pero también fueron disueltos por la policía. Durante esta última manifestación fue detenido por la policía el periodista Ahmed Ould Neda, de la agencia mauritana de noticias Al Akhbar Info, y le fue confiscada la cámara fotográfica donde había tomado instantáneas de las fuerzas de seguridad agrediendo a los manifestantes.
Las más importantes manifestaciones tuvieron lugar el 11 y 20 de agosto. El día 11 se convocó un mitin de rechazo al golpe por el Frente Nacional de Defensa de la Democracia al que asistieron 6.000 personas según la policía y 10 000 según los organizadores. En el acto intervino el primer ministro, recién liberado ese mismo día, Yahya Uld Ahmed El Waghf, que pidió el retorno a la legalidad constitucional, al tiempo que recordó que, en contra de lo que los líderes militares habían dicho para justificar la acción, el Parlamento y las instituciones democráticas funcionaban con normalidad. Terminó diciendo: «El presidente os agradece vuestra lucha incansable, vuestra fuerte lucha para restaurar el orden constitucional. Vamos a continuar nuestra lucha pacífica para el retorno del presidente» El día 20 se concentraron unas 10 000 personas según los observadores, para manifestar su protesta contra la apertura de la sesión del Parlamento de ese mismo día que trataba de nombrar el Tribunal Superior de Justicia de Mauritania para juzgar al depuesto Presidente. Reuters calificó la manifestación como «la mayor protesta pública jamas vista en un Estado islámico».
El 13 de agosto, el Frente Nacional para la Defensa de la Democracia convocó una manifestación de mujeres en la capital del país a las puertas de la Asamblea Nacional para oponerse al golpe y a la que asistieron unas doscientas personas antes de ser disuelta con gases lacrimógenos por la policía. También el 18 de agosto había convocada una manifestación en la capital, que fue prohibida por las autoridades y coincidió con la organizada por los partidarios del golpe. Al día siguiente, la Confederación Libre de los Trabajadores de Mauritania, sindicato opuesto al golpe, convocó una manifestación no autorizada que fue disuelta violentamente por las fuerzas de seguridad.
El 22 de agosto entre 2.000 y 3.000 personas, según las fuentes, se manifestaron en Aleg, a 250 kilómetros al sureste de la capital del país y lugar donde se recibe a los refugiados procedentes de Senegal, para protestar contra los golpistas y exigir la liberación del Presidente Abdallahi, reponiéndolo en sus funciones constitucionales.
El Frente Nacional realizó varias concentraciones en los valles del río Senegal a finales de agosto, en especial en la región de Gorgol, y celebró en su capital, Kaédi, actos públicos de rechazo al golpe de Estado con la presencia de Mohamed Mahmoud Ould Brahim Khlil y Ba Mamadou M’Baré, este último Presidente del Senado.
El 5 de octubre, un día antes de terminar el plazo dado por la Unión Africana para el retorno a la legalidad y tras la prohibición de las manifestaciones por la Junta militar, el Frente Nacional trató de celebrar una docena de concentraciones en distintos puntos de la capital del país bajo el lema ¡Viva el Presidente Sidi Mohamed Ould Cheikh Abdallahi!. Un portavoz manifestó antes de la convocatoria (4:00, hora local): «estamos decididos a protestar pacíficamente, y si el gobierno decide intervenir para detener la marcha, será su responsabilidad», pero la policía cargo contra ellos empleando gases lacrimógenos. El primer ministro, Mohamed Leghdaf, manifestó que el Frente Nacional «está buscando un enfrentamiento [...] nosotros estamos buscando el diálogo».
Las protestas continuaron el 7 de octubre y fueron protagonizadas por trabajadores convocados por las centrales sindicales en la capital. La policía volvió a disolver a los manifestantes. El líder sindical, Abderahmane Ould Boubou, aseguró que la policía tenía órdenes de impedir las manifestaciones, pero que continuarían con ellas a pesar de la represión, mientras fuentes médicas aseguraron haber tratado a dos heridos leves. La Confederación Sindical Internacional condenó la violencia por parte de las autoridades. De nuevo, el 15 de octubre, convocados por los partidos opuestos al golpe, unos doscientos manifestantes fueron disueltos por la policía en la capital.

## Manifestaciones de apoyo
En apoyo a los golpistas, el 7 de agosto un millar de personas se manifestaron en Nuakchot. La manifestación comenzó en el aeropuerto y se dirigió al palacio presidencial, donde el líder del golpe y otros mandos militares recibieron a los asistentes y prometieron elecciones libres. En los días siguientes al golpe se sucedieron manifestaciones de apoyo en algunas comunas y localidades del país como Tiguent, Tagant, Tidjikja, Boulenouar y Nouamghar
El 11 de agosto, partidos políticos, organizaciones sindicales y profesionales se manifestaron en apoyo al Alto Consejo de Estado en la plaza de la antigua mezquita de la capital. Un representante del Partido del Trabajo y la Igualdad, hizo un llamamiento durante el acto «a los políticos, las organizaciones no gubernamentales y la prensa y, en general, a todos aquellos interesados en los asuntos públicos, [para] apoyar el Alto Consejo de Estado a fin de que pueda lograr sus nobles objetivos».
El 18 de agosto, en las inmediaciones del estadio olímpico de la capital, una manifestación convocada por los partidos que apoyaban el golpe reunió a 22.000 personas según las fuerzas de seguridad y 30.000 según los organizadores, donde los oradores manifestaron querer «mandar un mensaje claro a la opinión pública nacional e internacional mostrando la cohesión del pueblo de Mauritania [y] el apoyo al golpe de Estado». Fue el primer acto público donde apareció el presidente del Alto Consejo de Estado y líder del golpe, Mohamed Ould Abdelaziz. Para la manifestación las autoridades organizaron el traslado gratuito de los asistentes al acto en autobuses. Algunos medios de información del país acusaron a la Junta militar de obligar a los directores de las empresas de la capital a que sus trabajadores acudieran al acto. Los grupos opuestos al golpe acusaron a las autoridades de pagar por la asistencia al acto de apoyo, extremo que fue negado por los convocantes.